# 墨西哥蚓螈
墨西哥蚓螈（學名：Dermophis mexicanus），又叫墨西哥蛇皮蚓，是蛇皮蚓屬的一種動物，發現於墨西哥和其他中美洲國家。成年個體長度在30—50（12—20英寸）之間。以蚯蚓、白蟻、蟋蟀和蝸牛等無脊椎動物為食。